# Estación Arroyo Barú
Arroyo Barú es la estación de ferrocarril de la localidad homónima de la Provincia de Entre Ríos, República Argentina.

## Servicios
Está ubicada entre las estaciones de La Clarita y el Apeadero Arroyo Palmar.